# Campolungo-Villa sant'Antonio
Campolungo-Villa sant'Antonio is een plaats (frazione) in de Italiaanse gemeente Ascoli Piceno.